# Shout (película)
Grita (título original Shout) es una película estadounidense de género dramático dirigida por Jeffrey Hornaday y protagonizada por John Travolta y Heather Graham.
- Datos: Q2535635